# Giovanni Della Bona
Giovanni Della Bona (anche Dalla Bona o Bona; Perarolo, 8 settembre 1712 – Padova, 28 dicembre 1786) è stato un medico italiano.

## Biografia
Fu avviato alla vita ecclesiastica e, sotto la guida del parroco del suo paese, venne indirizzato verso gli ordini minori. Si trasferì poi a Padova per attendere agli studi superiori ma, dopo la morte del padre, abbandonò il chiericato per dedicarsi agli studi medici. Frequentò quindi l'università di Padova (e in particolare le lezioni di Alessandro Knips Macoppe), uscendone laureato nel 1735.

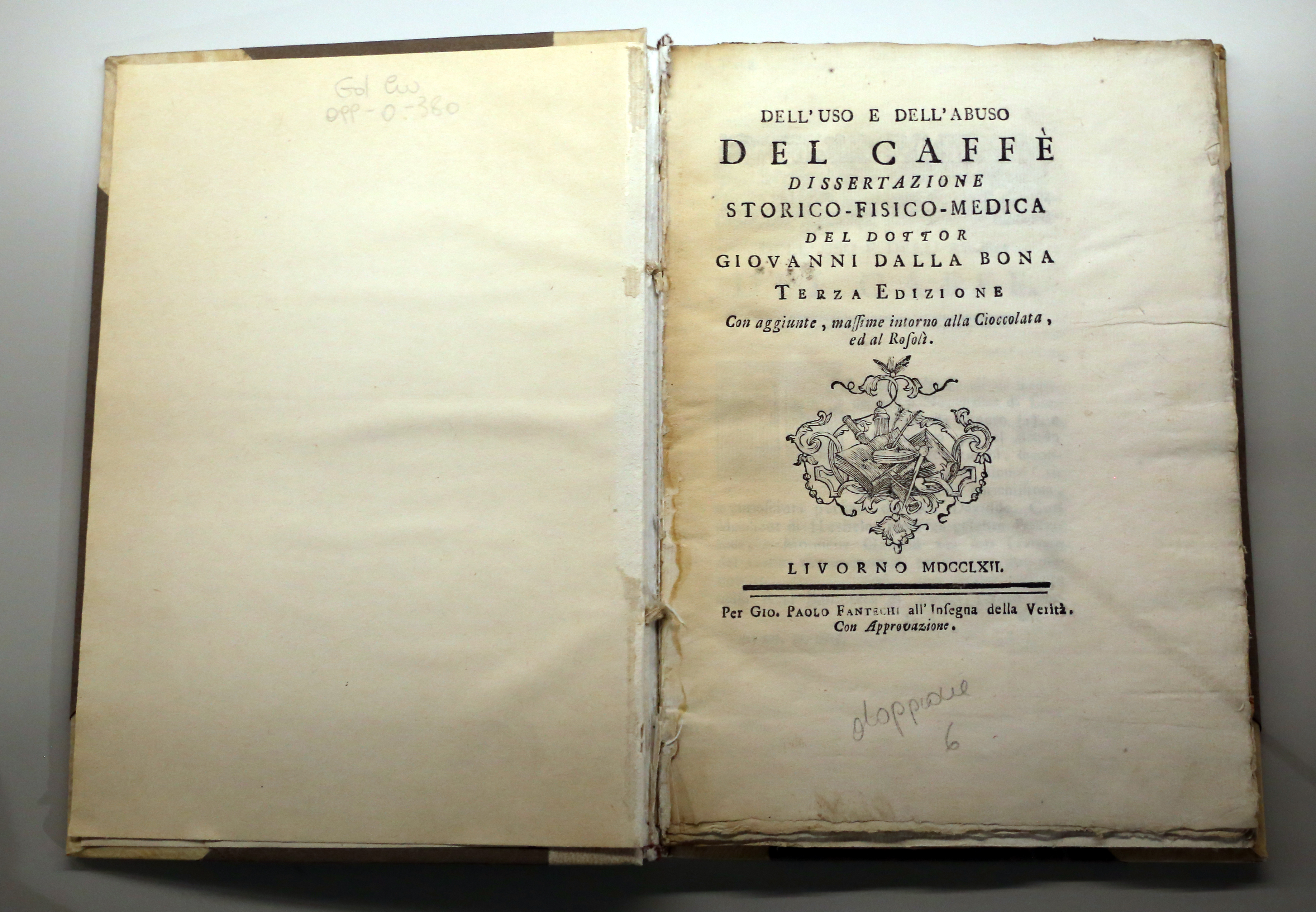
Dell'uso e dell'abuso del caffè, Livorno 1762

Fu tirocinante per ben dodici anni, quindi si stabilì nel Veronese per esercitare la professione. Vi trascorse nove anni di intensa attività, dai quali scaturirono il suo primo studio: L'uso e l'abuso del caffè. Dissertazione storico-fisico-medica, pubblicato nel 1751 e poi riedito nel 1760 "con aggiunte massime intorno la cioccolata ed i rosoli". Si tratta di un'opera per alcuni versi interessante, in quanto vi venivano formulate conclusioni ancor oggi valide; d'altro canto, nel complesso non emergeva nel panorama della letteratura medica in quanto si trattava, di fatto, un'esercitazione accademica.
Nel 1754 diede alle stampe la Dissertazione teorico-pratica dell'utilità del salasso nel vaiuolo nella quale confutava la teoria secondo la quale il salasso avreppe impedito l'insorgere di eruzioni cutanee nel vaiolo.
Del 1757 è l'Historia aliquot curationum mercurio sublimato corrodenti perfectarum, in cui riportava i risultati della somministrazione di preparati a base di bicloruro di mercurio come antiluetici. In questo lavoro il Della Bona stottolineava come le cure dovevano essere adeguate alla costituzione, al temperamento e alla sensibilità del paziente e attaccava quei medici che somministravano medicinali senza le dovute accortezze.
In questo periodo andò gradualmente ad acquisire una certa fama e finalmente, nel 1764, fu chiamato a coprire la cattedra della facoltà di medicina dell'ateneo patavino, rimasta vacante dopo la morte di Knips Macoppe. L'incarico comprendeva anche la direzione del reparto di medicina pratica presso l'ospedale della città.
Nello stesso periodo continuò a redigere nuove pubblicazioni: nel 1765 usciva la seconda edizione del Tractatus de scorbuto (già pubblicato nel 1761) e nel 1766 venivano stampate le Observationes medicae ad praxim in nosocomio ostendendam anno 1765, praemissa oratione prima in gymnasio habita.
Importanti furono i suoi contributi alla terapia china-china, con i quali confutò lo scetticismo dell'opinione comune e anche degli stessi medici e rivalutò tecniche cadute in disuso. Le sue tesi assunsero maggior credito quando curo alcuni pazienti illustri quali Guglielmo Enrico di Hannover e il generale Spaar.
Nel 1768 ottenne dal magistrato alla Sanità di dirigere il programma di vaccinazione antivaiolosa per la città di Padova. L'anno successivo pubblicò l'Esortazione all'innesto del vaiolo, indirizzata ai componenti della stessa magistratura perché lo aiutassero a diffondere l'uso della vaccinazione.
Di carattere ruvido e assai caparbio, continuò la sua attività anche in età avanzata, nonostante nel 1784 fosse stato vittima di un colpo apoplettico. Morì in seguito a un secondo attacco dello stesso male.